# Червоное (Смелянский район)
Червоное (укр. Червоне) — посёлок в Смелянском районе Черкасской области Украины.
Население по переписи 2001 года составляло 107 человек. Почтовый индекс — 20735. Телефонный код — 4733.

## Местный совет
20735, Черкасская обл., Смелянский р-н, с. Поповка, ул. Ленина, 82